# Askot Musk Deer Sanctuary
Askot Musk Deer Sanctuary är ett viltreservat i Indien.   Det ligger i delstaten Uttarakhand, i den norra delen av landet, 300 km öster om huvudstaden New Delhi.